# Heraclitus

Een kaart van de door Grieken gekoloniseerde westkust van Klein-Azië. Ionië, waar Efeze lag, is groen.

Heraclitus (Oudgrieks: Ἡράκλειτος, Herakleitos; verouderd Nederlands: Heracliet; ca. 540 v.Chr.—480 v.Chr.) was een presocratische filosoof uit Efeze, Ionië. Daar werd hij in een vooraanstaande familie geboren, en hij bleef er wellicht zijn hele leven. Hij stond bekend als een melancholisch en hooghartig man die religieuze en filosofische tradities bekritiseerde. Tevens zou hij zich hebben gedistantieerd van zijn medeburgers en, ondanks aandringen, geweigerd hebben deel te nemen aan de politiek. Hij richtte zich liever op de filosofie. Zijn filosofie, die hij opschreef, moest de dynamische eenheid van alles openbaren. Toch stichtte hij geen school en verkondigde hij zijn leer niet in het openbaar. Men moest moeite doen voor het vinden van de waarheid.
Heraclitus' filosofie is enkel gekend door citaten, toespelingen en parafrasen bij latere auteurs. Daaruit blijkt die relativistisch en mobilistisch te zijn. Hij meende zo de waarheid te kennen. De kern van zijn leer lijken de principes van eenheid, strijd en wording te zijn geweest. Hij stelde dat alles uiteindelijk een eenheid vormde, maar wel tot stand kwam op dialectische wijze dankzij het principe van strijd. Waargenomen verandering in de wereld kwam voort uit de transformatie van elementen, met als oersubstantie vuur. Zodoende was alles altijd in beweging en dus wordende. Vandaar de stelling: 'Alles stroomt'. Niets hoorde daarbij echter de gepaste maat te overschrijden. Alles en iedereen had volgens Heraclitus zijn plaats te kennen in de kosmos. Voor de mens lag daarin de weg naar vrede.
De presocraat werd bekend als 'de duistere' omdat hij zijn filosofie in moeilijke, kernachtige en associatieve bewoording op schrift stelde. De tekst had een literair karakter, met ambiguïteit, alliteratie en woordspelingen. Hiermee bemoeilijkte hij opzettelijk de interpretatie. Mensen moeten, vond hij, moeite doen om zijn filosofie te begrijpen, zoals de mens moeite moet doen om de natuur te doorgronden. De stijl vult het gedachtegoed aan. Dubbelzinnigheid suggereert eenheid, paradoxen suggereren de eenheid der tegendelen, alliteratie suggereert harmonie, enzovoort.
De filosofie van Heraclitus werd bekend na diens dood en bleef van invloed in de gehele klassieke oudheid. Onder anderen Plato, Aristoteles, epicureeërs, neoplatonici en kerkvaders verwezen naar hem, maar met name de stoïcijnen namen Heraclitus' ideeën over voor hun eschatologie. In de middeleeuwen was er weinig belangstelling. In moderne tijden was hij wel van invloed op filosofen als Friedrich Nietzsche, Martin Heidegger, dialectici als Georg Wilhelm Friedrich Hegel, en op auteurs als Jorge Luis Borges, Harry Mulisch en Hugo Claus.

## Leven en karakter

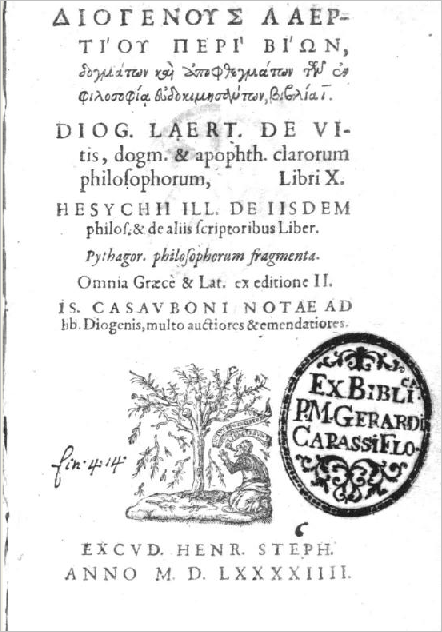
Diogenes Laërtius' Leven en leer van beroemde filosofen, vertaald van het Oudgrieks naar Latijn, 1594. Via dit klassieke werk is veel kennis van Heraclitus en andere filosofen bewaard gebleven.

### Leven
De geringe informatie over Heraclitus' leven komt voornamelijk uit het Leven en leer van beroemde filosofen (boek IX) van de doxograaf Diogenes Laërtius, die andere auteurs citeerde. Heraclitus werd rond 540 v.Chr. geboren in het welvarende, Ionische Efeze aan de Anatolische westkust, als zoon van de aristocraat Bloson of Heracon. Bloson zou de nazaat zijn van Androclus, de stichter van de kolonie en zoon van de Griekse tiran Codrus. Ionië maakte tijdens Heraclitus' leven deel uit van het Perzische rijk. Hij maakte dan ook de Ionische Opstand tegen de Perzische overheersing mee in de zesde eeuw v.Chr. Diogenes vermeldt dat de aristocraat een wonderkind en autodidact was. Toch kende Heraclitus ook het werk van andere filosofen en zette hij er zich tegen af. Daarnaast erfde hij de positie van priester-koning, maar stond hij die af aan zijn jongere broer.
Volgens een anekdote overtuigde Heraclitus de toenmalige tiran Melancomas ervan om af te treden. In de loop van zijn leven groeide Heraclitus' afkeer van mensen, en verachtte hij zowel zijn stadsgenoten als Atheners. Zijn laatste jaren bracht hij door als kluizenaar. Vermoedelijk zijn dit latere verzinsels. Reizen, misantropie, vorsten adviseren en kluizenaarschap zijn namelijk topoi in de biografieën van filosofen.

### Overlijden
Over Heraclitus' dood rond 480 v.Chr. in Efeze bestaan verschillende verhalen. Bepaalde bronnen melden dat hij overleed aan waterzucht, andere dat hij hiervan genas en overleed aan een andere ziekte. Diogenes gaf drie versies van verschillende bronnen. Heraclitus kreeg waterzucht door het eten van planten en kruiden, raadpleegde toen een arts, bekritiseerde vervolgens de geneeskunde en wilde naar eigen inzicht met koeienvlaaien bedekt worden om uit te drogen in de zon. Hij genas niet en stierf. In één versie werd hij na zijn dood verscheurd door honden, omdat ze hem door de mest niet herkenden.
Vermoedelijk zijn de anekdotes niet betrouwbaar. Sommige onderzoekers zien er verwijzingen in naar zoroastrische begrafenisrituelen, waarbij koemest gebruikt werd en lijken achtergelaten werden om verscheurd te worden door wilde dieren. Die parallel is omstreden. Anderen beschouwen de berichten als laster en onterechte afleidingen van Heraclitus' uitspraken. Hij stond namelijk bekend als criticus en eigenzinnig, stelde dat water de dood was voor de ziel, sprak van dieren die zich graag in vuil wentelen, en over honden die aanslaan als ze iemand niet herkennen.

### Karakter
Theophrastus schreef het aan melancholie toe, dat Heraclitus' geschrift 'maar half af' is en 'een vreemd ratjetoe lijkt'. Seneca, Juvenalis, Lucianus en Sidonius Apollinaris noemden hem vervolgens 'de huilende filosoof' omdat hij stelde dat 'alles stroomt' en omdat de domheid van mensen hem deed huilen. Heraclitus, die bekend bleef staan als pessimist, werd tegenover 'de lachende filosoof' Democritus geplaatst, die juist moest lachen om domheid en tragiek.

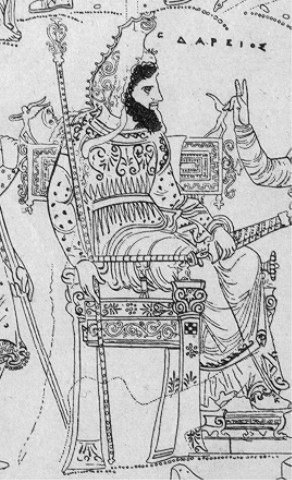
De Perzische koning Darius I, afgebeeld op een Griekse vaas uit de vierde eeuw v.Chr. In de hellenistische tijd circuleerde gefingeerde correspondentie tussen Heraclitus en Darius. Die is bewaard gebleven.

Diogenes Laërtius portretteerde de man als hooghartig, kritisch en later ook verbitterd. Kritisch zette hij zich af tegen didactische, filosofische en religieuze tradities. Zo had hij het niet begrepen op autoriteiten als Homerus, Hesiodus en Pythagoras. Ook distantieerde hij zich van de massa en veroordeelde hij zijn stadsgenoten omdat ze zijn vriend Hermodorus verbannen hadden. Die had na de verdrijving van de tirannie een beter bestuur willen opzetten, maar kreeg te veel invloed. Heraclitus weigerde later te helpen bij het stadsbestuur. Hij was geen democraat, maar beweerde: 'Wet is het ook, te gehoorzamen aan wat één man wil', 'indien die man de beste is', oftewel de meest wijze. Hij interesseerde zich niet voor politiek. Diogenes vermeldde tevens dat Heraclitus ooit door de Perzische koning Darius werd uitgenodigd aan diens hof, maar dat hij dat van de hand wees. Volgens sommige onderzoekers is deze anekdote waargebeurd.

## Werk

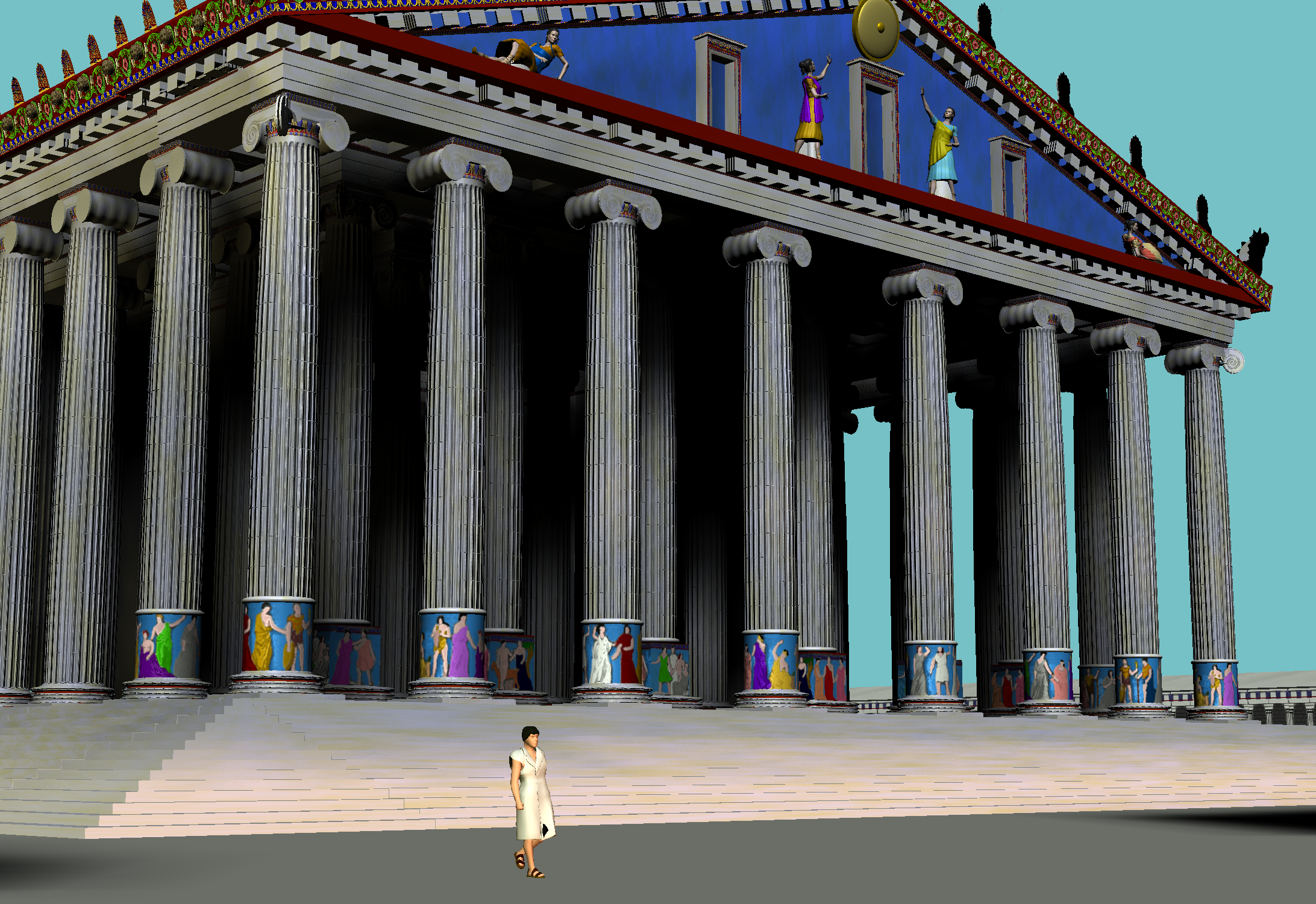
Digitale reconstructie van de Artemistempel, westzijde. De tempel gold door zijn proporties als een van de zeven wereldwonderen.

### Heraclitus' boek
Kort na 500 v.Chr. voltooide Heraclitus zijn filosofische werk, dat wellicht kort was. Het werk was in het Ionische dialect gesteld en in proza geschreven, waarmee hij aansloot bij de Ionische trend om in proza historiē ('onderzoeken/studies') te presenteren. Hij gaf het werk in bewaring bij de grote Artemistempel te Efeze, wat niet ongebruikelijk was. Het geschrift heette volgens Diogenes Laërtius Over de natuur (Peri phuseōs) of mogelijk De muzen. Desondanks komt het woord phusis ('natuur') maar vier keer in de fragmenten voor, en duidde het woord vooral op de aard van zaken, niet op natuur. Het werk bestond volgens Theophrastus uit drie delen: over het heelal, over de politiek, en over de goden. Wellicht is dit een latere interpretatie en classificatie, aangezien de overgeleverde tekstfragmenten een eenheid vormen.
Het is niet duidelijk of men een afschrift maakte van het werk in de tempel of van een kopie die Heraclitus zelf bezat. Volgens Diogenes was het een zekere Crates die het boek voor het eerst naar Griekenland bracht. In 356 v.Chr. stak Herostratos het heiligdom in brand en ging de originele tekst verloren. Er bestaan alleen nog citaten, parafrasen, getuigenissen en toespelingen in (doxografische) teksten van latere auteurs. Wat is overgeleverd, vormt de grootste collectie proza van vóór Herodotus' Historiën. Vroege voorbeelden van citeerders zijn Plato en Aristoteles, maar de meeste auteurs zijn van na circa 100 n.Chr., bijvoorbeeld Sextus Empiricus, Plotinus, en vooral Plutarchus, Diogenes Laërtius, Johannes Stobaeus, Hippolytus van Rome en Clemens van Alexandrië.

### Fragmenten
Er bestaat geen consensus over het aantal fragmenten. Moderne edities variëren van 125 tot 156. Tezamen zijn ongeveer honderd letterlijke citaten bekend. Bij enkele fragmenten is de authenticiteit omstreden of is onduidelijk wat citaat en wat toevoeging van de citeerder is. De oorspronkelijke volgorde van de fragmenten is evenmin helder. In zijn editie van alle presocratische fragmenten plaatste Hermann Diels de fragmenten alfabetisch onder de namen van de citerende auteurs. A-fragmenten zijn getuigenissen, B-fragmenten zijn citaten. Diverse edities hanteren de neutrale opsomming van Diels, andere gebruiken een thematische indeling. De moeilijkheid bij laatstgenoemde is dat Heraclitus' filosofie een hechte eenheid vormde in thematiek, taal- en beeldgebruik. Enkele uitgaven bevatten een hypothetische reconstructie van de oorspronkelijke volgorde.

### Proloog

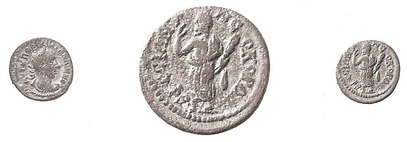
Munt uit Efeze van ca. 253-268 n.Chr. 22 mm. De muntzijde laat Heraclitus zien met een knots in zijn hand. De kopzijde laat Gallienus zien.

De grootste overeenstemming bestaat over de proloog (proëmium) van Heraclitus' geschrift. Aristoteles en de scepticus Sextus Empiricus citeerden fragment B1, met de mededeling dat het aan het begin stond. Direct daarna liet Sextus fragment B2 volgen, dat eveneens redelijk vooraan stond. Tussen beide moet echter nog iets gestaan hebben. Meerdere onderzoekers hebben dit opgevuld met fragment B114, op grond van continuïteit van stijl en thematiek. De reconstructie is dan als volgt:
B1: 'Maar hoewel deze leer [logos] eeuwig waar is, blijkt hij voor mensen al even onbegrijpelijk voordat ze hem het eerst horen als daarna. Hoewel alles in overeenstemming met deze leer verloopt, lijken ze onwennig als ze kennis maken met het soort uitspraken en feiten die ik aanvoer als ik ieder ding ten gronde [phusis] uitleg en verklaar hoe het is. Mijn medemensen weten niet wat ze in wakende toestand doen, zoals ook slapers niet beseffen wat ze doen.'
B114: 'Om met verstand te spreken, moet men sterkte putten uit wat de standaard van alles is, zoals een gemeenschap sterkte put uit de wet [nomos], maar in nog sterkere mate. Alle menselijke wetten teren op één goddelijke wet. Die heerst zoals het haar goeddunkt, en omvat en overstijgt alle wetten.'
B2: 'Maar hoewel deze leer algemeen geldig is, houden de meeste mensen er hun leven lang een eigen mening op na.'
Naast B114 stond mogelijk fragment B34 tussen B1 en B2: 'Mensen die luisteren zonder te begrijpen, lijken doven. Zoals het gezegde luidt: ze zijn er niet echt bij'. B1 lijkt echter niet het letterlijke begin te zijn, maar werd wellicht voorafgegaan door 'Heraclitus van Efeze stelt het volgende' of iets soortgelijks, omdat dit een traditionele openingswijze was. Mogelijk werd B1 ook voorafgegaan door andere, korte fragmenten, zoals B50: 'Het is verstandig niet naar mij te luisteren, maar naar mijn leer en te erkennen dat alles een is'.

B1 maakt de bedoelingen en schrijfstijl van Heraclitus duidelijk. Zijn belangrijkste leerstellingen waren dat alles een is, dat alles dientengevolge deel uitmaakt van dezelfde fysische processen, dezelfde oorsprong heeft en dat tegengestelden elkaar veronderstellen. Vandaar het gebruik van paradoxen. De proloog bevat zeven contrasten: waar–onbegrijpelijk, ik–anderen, uiteenzetten–horen, eeuwig–voor/na, uitspraken–feiten, oorsprong–aard, waken–slapen. Veel mensen ontgaat de kosmische eenheid, en dus kennen ze de waarheid niet, maar zijn ze als dromers. De eeuwige waarheid over de aard der dingen (phusis) en achterliggende wetmatigheden die het natuurgebeuren verklaren is echter wel kenbaar, middels Heraclitus' leer (logos).

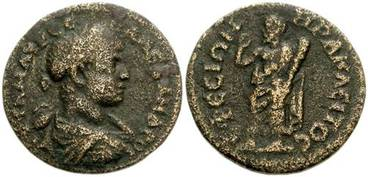
Munt uit Efeze van ca. 222-235 n.Chr. 22mm. De muntzijde laat Heraclitus (ΕΡΑΚΛΕΙΤΟϹ) zien met een knots in zijn hand. De kopzijde laat Severus Alexander zien.

### Stijl
Heraclitus schreef in proza, maar week af van de directe, duidelijke stijl van het prozagenre dat diende voor de publicatie van studies. In plaats daarvan liet hij zich inspireren door de spreukachtige stijl van de Zeven Wijzen en het orakel van Delphi. Zo schreef hij: 'De Vorst van wie het orakel is dat zich te Delphi bevindt, verklaart niet, houdt niet verborgen, maar duidt aan'. Apollo spreekt niet zoals een mens, en verbergt de waarheid ook niet zoals de natuur doet, maar geeft hints. De tekst was aforistisch, raadselachtig en pregnant, met opvallende woordvolgorde, beeldtaal, zinspelingen, polysemie, ambiguïteit en iconiciteit. Dit gaf het geheel een literair karakter. Zo staat in de Griekse tekst 'stappen in' (embènai) iconisch midden in de zin 'Men kan niet tweemaal in dezelfde rivier stappen', als de wader in het water. Een voorbeeld van Heraclitus' stijl is fragment B10 (hieronder), waar paradoxen naast elkaar staan, en sprake is van alliteratie, chiasme en oxymoron.
| Fragment B10: Grieks                                                                                    | Transcriptie | Vertaling |
| --- | --- | --- |
| Συλλάψιες όλα και ούχ όλα, συμφερόμενον διαφερόμενον, συναιδον διαιδον, εκ παντων εν και εξ ενός πάντα. | Sullapsies hola kai ouch hola, sumpheromenon diapheromenon, sunaidon diaidon, ek pantōn hen kai ex henos panta. | 'Verbindingen zijn gehelen en geen gehelen, overeenkomst is onderscheid, samenklank wanklank, uit alles één en uit één alles.' |

Door zijn schrijfstijl staat Heraclitus bekend als 'de duistere' (ho skoteinos), voor het eerst zo genoemd door Aristoteles. Plato hekelde zowel de duistere manier van formuleren als het losse verband tussen uitspraken, die Heraclitus' volgelingen bleven gebruiken. Toen Socrates het werk gelezen had, schijnt hij tegen Euripides gezegd te hebben: 'Wat ik ervan begrepen heb, is uitstekend, maar er is een Delische duiker voor nodig om tot op de bodem door te dringen'.

## Filosofie

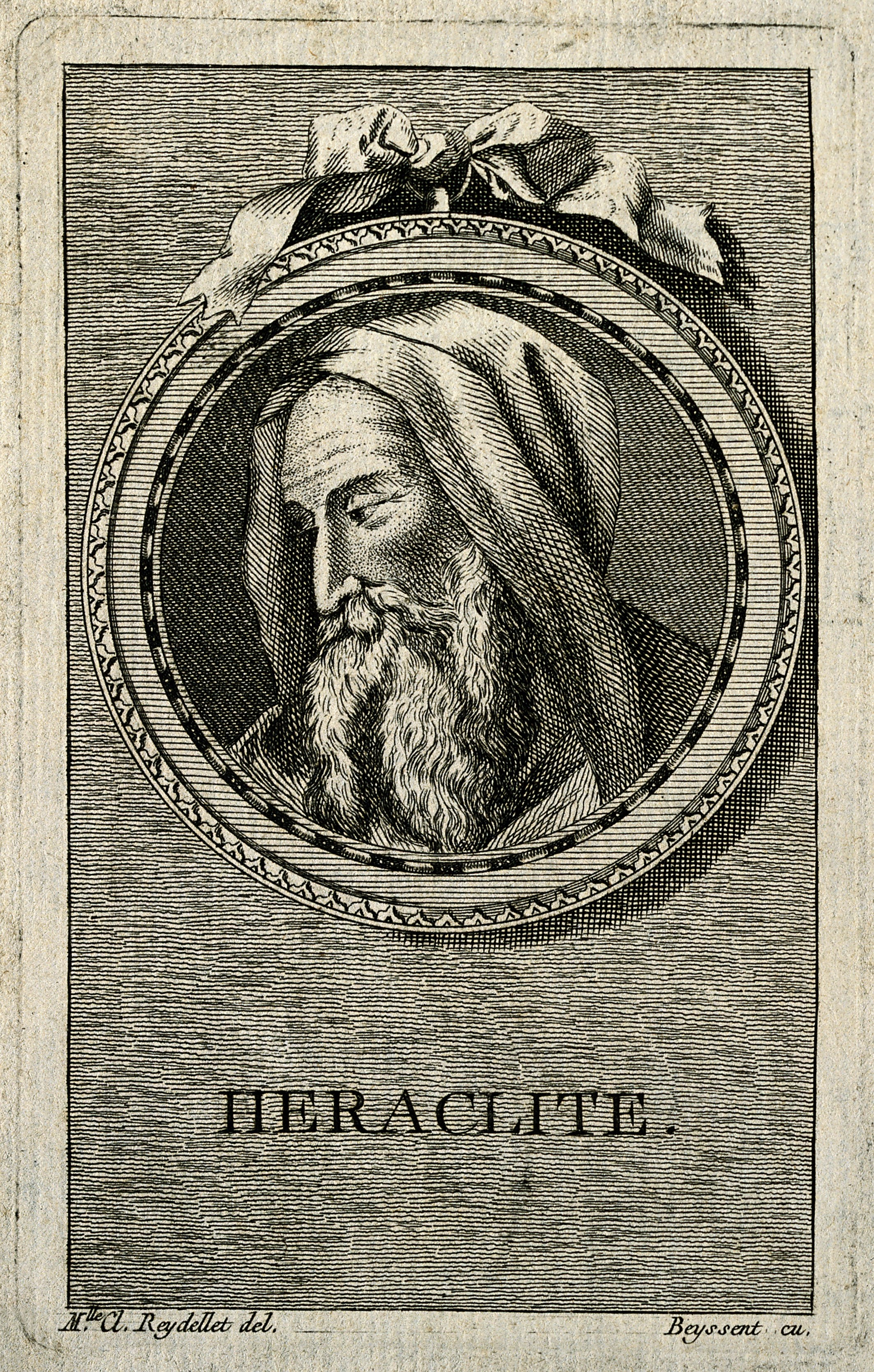
Heraclitus. Gravure van Beyssent in navolging van Mlle. Cl. Reydellet. In A. Savérien, Histoire des philosophes anciens, Parijs, 1773.

Onderzoekers bestuderen vooral de bewaarde fragmenten, en minder de getuigenissen van latere auteurs. De redenen hiervoor zijn dat de tekstinterpretatie altijd moeilijk is geweest, en omdat andere schrijvers hun eigen doelstellingen hadden bij het citeren en duiden van passages. Uit de overgeleverde fragmenten blijkt echter niet duidelijk wat de kern van Heraclitus' betoog is.
In fragment B35 komt het woord filosoof (pilosophoi andres) voor, waar het zijn letterlijke, etymologische betekenis heeft: 'wijs-geer/iemand die wijsheid begeert'. De authenticiteit van het fragment is onzeker. Indien authentiek, zou het de oudste vermelding van het woord filosoof zijn. Een tweede primeur is het begrip nomos ('wet') als algemene, universele, goddelijke wet in fragment B114. Als derde heeft kosmos ('orde') in de fragmenten voor het eerst de betekenis 'wereld'. Tot slot gebruikte Heraclitus logos als eerste om een natuurlijke wet(matigheid) uit te drukken. Daarnaast is Heraclitus' werk de oudst bewaarde bron waarin de Sibille wordt genoemd.

### Positie
Heraclitus zette zich af tegen religieuze, ethische en filosofische tradities, zoals die van de Eleaten. Hij bekritiseerde expliciet de filosofen Pythagoras, Hecataeus en Xenophanes, maar ook de dichters Homerus, Hesiodus en Archilochus. Wel was hij positief over Bias van Priëne, een van de Zeven Wijzen. Hesiodus en Homerus genoten veel aanzien maar zouden de goden verkeerd hebben voorgesteld, die voor de mens als slecht voorbeeld dienden. Ook zagen ze niet in dat strijd een essentieel deel van de natuur was, en dat dag en nacht een waren (zie § Eenheid der tegendelen). De filosofen en dichters zouden blindelings worden nagevolgd door 'praatjesmakers', terwijl de massa in Heraclitus' ogen blind vertrouwde op gezag. Naar zijn mening moest men echter niet 'handelen als kinderen van onze ouders'.
Heraclitus bouwde voort op de traditie van de Miletische school die begonnen was door Thales en Anaximander. Zij zochten rationele verklaringen voor het natuurgebeuren. Net als Xenophanes en pythagoreeërs distantieerde Heraclitus zich tevens van religieuze en ethische tradities. Zo beschouwde Xenophanes de goden als antropomorfe ficties, en postuleerde hij één, abstracte god die in niets lijkt op de mens of zijn gedachten. Vermoedelijk was Heraclitus in zijn jonge jaren door deze denker beïnvloed. Enkele bronnen vermelden Xenophanes ook als diens leermeester. Een tweede zou Hippasus de pythagoreeër zijn geweest. Hij geloofde dat de kosmos altijd in beweging was en dat vuur er het basiselement van was. In beide gevallen is een meester-leerlingrelatie niettemin onwaarschijnlijk.
De filosoof hoorde niet bij een filosofische school. Zijn kritische inborst en verwerping van traditie en de massa's sluiten aan bij het gegeven dat hij evenmin volgelingen om zich heen verzamelde en zelf een filosofische school stichtte. Tevens verkondigde hij zijn filosofie niet openbaar, maar schreef hij deze op om te laten bewaren in de tempel van Artemis. Het is niet zeker of hij dat deed om bewaring veilig te stellen of circulatie ervan te beperken. Pas na zijn dood verwierf hij roem en noemden sommigen zich heracliteeërs, zoals Cratylus. Vermoedelijk organiseerden zij zich ook niet tot een school.

### Methode
Door observatie en kritische reflectie leidde Heraclitus uit waargenomen verschijnselen algemene, metafysische inzichten af (inductieve logica). Zijn conclusie was dat alles in de wereld een eenheid vormde. Daarom leidde hij ethische beginselen af uit de metafysische inzichten. Goed handelen kon alleen door goed inzicht in het reilen en zeilen van de kosmos. Kennis daarover kon met moeite verkregen worden, en besloeg het geheel van kosmologie, natuurfilosofie, ethiek, kennisleer en psychologie.
Omdat Heraclitus zijn filosofie als eenheid bedoelde, zijn alle hoofdbegrippen en thema's met elkaar verbonden. Juist daarom herhaalde hij vaak woorden (bijvoorbeeld tien keer logos), en gebruikte hij semantisch of etymologisch verbonden woorden, zoals polemos 'strijd' en eris 'conflict', of logos 'leer' en homologein 'hetzelfde zeggen/erkennen'. De literaire aspecten van de tekst vullen de filosofie dus aan. Een voorbeeld van tekstuele eigenschappen die de bedoeling onderstrepen, is fragment B119:
| B119: Grieks          | Transcriptie            | Vertaling                                               |
| --------------------- | ----------------------- | ------------------------------------------------------- |
| Ηθος ανθρωπωι δαιμων. | Ethos anthrōpōi daimōn. | 'De aard van de mens is zijn godheid [of lot, genius].' |

Anthrōpōi is het indirect object in de datief, 'voor/aan/te/bij/in/met'. Grammaticaal kan het niettemin met beide andere woorden verbonden worden, wat ook de intentie is. Daarom verbindt het syntactisch de twee afzonderlijke begrippen van de menselijke aard en de goddelijke entiteit. Dit ondersteunt de gedachte, dat de mens zelf verantwoordelijk is voor ethiek en zijn geluk (eudaimoniẽ), terwijl de traditie juist stelde dat goden, goede of kwade geesten daarvoor verantwoordelijk waren.
Verder werd de structuur van de tekst niet bepaald door logische argumentatie en het opeenstapelen van geleerdheid (polymathiẽ), wat Heraclitus veroordeelde. De structuur die hij hanteerde, was het aaneenschakelen van ideeën en beelden door middel van opeenvolgende (paradoxale) uitspraken. Hierdoor vereist de tekst veel interpretatiewerk, 'opdat het alleen voor bekwame mensen toegankelijk zou zijn'.

### Logos
Heraclitus bood zijn lezers een logos aan. Logos stond in zijn tijd hooguit voor systematisch denken en uiteenzetten. Het betekent hier 'uitleg', 'gedachtegang' of 'theorie', en verwijst zowel naar zijn boek als zodanig, als naar de inhoud daarvan. Pas later kreeg het begrip uitgebreidere, filosofische betekenissen. Heraclitus beweerde dat zijn logos objectief en altijd waar is. Die bestaat niet uit een reeks waarneembare feiten, maar staat voor een intellectuele inspanning die 'elk ding naar zijn aard' ontleedt en leidt tot een theorie over 'alles': 'Inzicht hebben is iets van universele aard'. De logos laat dus alle verbindingen zien tussen de dingen, tussen de natuur en de mens, tussen alle tegenstellingen. Heraclitus maakt de logos abstract door aan te nemen dat die buiten de mens zelf ook echt bestaat als natuurwet.

### Inzicht

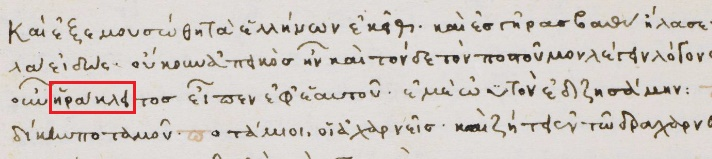
Citaat van Heraclitus, in de Suda (10e eeuw) onder het lemma Postoumos (MS11893, folio 274v, British Library): ἐμεωϋτὸν ἐδιζησάμην, 'Ik ging bij mezelf te rade'.

De weg naar begrip van de logos is moeizaam, want de waarheid is verborgen, maar geduld wordt beloond. In tegenstelling tot zijn tijdgenoot Xenophanes stelde Heraclitus, dat hogere kennis mogelijk is. 'Aan iedereen is verstand gegeven.' Men kan de logos begrijpen, de aard van de dingen (phusis) doorgronden, de eenheid van alles ontdekken en de krachten leren kennen die haar bewerkstelligen. Vereist zijn een zorgvuldig observeren, een open houding, geduld en ervaring op basis van een kritische houding. Die houding vereist tevens dat men bij zichzelf te rade gaat en zijn geest cultiveert. De weg tot inzicht vergt echter moed en kost moeite. Ze is een innerlijke ontdekkingstocht: 'Geestelijk inzicht breidt zich uit', schreef de presocraat, en 'Van de ziel zul je de grenzen op je speurtocht niet vinden, al bewandel je elke weg: zo diepe samenhang heeft zij'.
Velen leren de logos niet kennen, omdat 'het onverwachte niet verwacht wordt', door blind te vertrouwen op wat men waarneemt (bijvoorbeeld 'dag en nacht zijn verschillend'), door blind vertrouwen op andermans autoriteit, of door gebrek aan zelfonderzoek. 'Ongeloof verhindert inzicht', luidt fragment B86. Om onwetendheid en intellectuele onwil te beschrijven, gebruikte Heraclitus meermaals het beeld van de slaap tegenover het waken (zie zijn proloog, fragment B1). De diepere samenhang van dingen ontgaat de menigte als waren zij slapers, en evenzo hebben ze geen inzicht in hun eigen handelen. Mogelijk beschouwde hij het als de taak van filosofen - van hen die wakker zijn -, om over hun medemensen te waken.
Het bewustzijnsniveau verschilt dus van persoon tot persoon en van moment tot moment. Deze gedachte zinspeelt op de continue, gelijkmatige verandering en kringloop der dingen (zie § Alles stroomt). Hierbij wordt door Heraclitus' beeld- en taalgebruik de vergelijking gemaakt met het vuur, de zon en de andere hemellichamen. Dat gebeurt door middel van ontsteken (haptomai), ontvlammen (aptō), en uitdoven (aposbénnumi), die geassocieerd worden met leven en dood. Dat is een voorbeeld van hoe de stijl de leer aanvult.

's Nachts ontsteekt de mens gestorven een licht voor zich in zijn uitgedoofde blik. Levend krijgt hij in zijn slaap de uitgedoofde blik van een dode, ontwaakt krijgt hij die van een slaper.
— Fragment B26, geciteerd door Clemens van Alexandrië, Mengelwerk (4.141.2)

Deze wereldorde, dezelfde voor allen, is niet door een god of een mens gemaakt, maar was, is en zal altijd zijn: een eeuwig levend Vuur dat in dezelfde mate ontvlamt als uitdooft.
— Fragment B30, geciteerd door Clemens van Alexandrië, Mengelwerk (5.104.2)

De hemellichamen ontvlammen en doven uit, volgens Heraclitus.
— Theon van Alexandrië, Com. op de Almagest, p. 340, 5 f. Rome

### Het vuur als oerelement
Terwijl Thales water beschouwde als het oerelement, Anaximenes lucht, en Anaximander het onbepaalde, hield Heraclitus vuur (pur) voor het grondelement waaruit al het andere was voortgekomen. Incidenteel noemde hij het vuur ook 'bliksem', vermoedelijk in een poging het religieuze beeld van Zeus' bliksem te seculariseren. Vuur betekent hier meer dan alleen vlammen, en is wel geduid als 'energie' of 'ether', omdat het ook voor licht en warmte staat. De keuze voor vuur als grondbeginsel heeft mogelijk te maken met de observatie dat vuur dynamisch en zelfregulerend is. Materiaal dat in het vuur geworpen wordt, vervormt of verdwijnt immers. Niets meer, en niets minder. Daarna dooft het vuur.
De filosoof vergelijkt het vuur met gemunt goud, waarmee hij niet bedoelt dat het vuur het meest waardevol is, maar dat het overal geldig is. Alles kan ingewisseld worden voor goud en andersom, en dat geldt ook voor het vuur. Het vuur zorgt voor alle verandering. In dat vuur gaat echter niet alles te gronde, maar alleen de afzonderlijke dingen. Vernietiging door vuur betekent een hernieuwde kwantitatieve en kwalitatieve rangschikking van elementen en de dingen. Het vuur zelf is eeuwig, en dus is de universele orde (kosmos) ook eeuwig. Fragment B30 luidt:

Deze ordening, dezelfde voor alle wezens, is niet gemaakt door iemand van de goden of van de mensen, maar zij was er altijd, is er en zal er zijn, een eeuwig levend vuur dat volgens zijn maten ontbrandt en dooft.
— Clemens van Alexandrië, Mengelwerk (5.104.2).

Het is onduidelijk of Heraclitus' uitspraken dat alles verteerd zal worden door het vuur eschatologisch geïnterpreteerd moeten worden. De stoïcijnen baseerden zich op diens filosofie en stelden dat de wereld ten onder zou gaan in de ekpurōsis, 'wereldbrand', waarna een nieuwe wereld geboren wordt, enzovoort. Heraclitus' voorganger Anaximander kende eveneens het beginsel van cyclisch leven. Vermoedelijk gaat het bij ekpurōsis om stoïcijnse en christelijke herinterpretatie. Heraclitus stelt wel: 'Het vuur komt alles oordelen en achterhalen', maar hij doelt hiermee wellicht op de altijd aanwezige wetmatigheid van de elementaire cyclus. Dat alles in het vuur moet vergaan, wordt slechts gepersonifieerd als Gerechtigheid.

### Strijd
Het concept strijd (polemos) is verbonden met drie gedachten: 1) dat alles altijd in beweging is, 2) dat alles een eenheid vormt, 3) dat dingen hun identiteit verkrijgen door strijd. Daarom gebruikte Heraclitus de woorden polemos 'strijd', chreōn 'noodzaak', eris 'tweestrijd' en xunon 'gelijk voor iedereen/algemeen' in dezelfde context. Daarmee zinspeelde hij op dichters als Homerus, Hesiodus en Archilochus. Homerus en Archilochus noemden Ares, de oorlogsgod, xunos 'onpartijdig'. Eris werd door Homerus gebruikt in negatieve zin, en door Hesiodus in positieve zin, maar voor Heraclitus is het begrip neutraal. Mogelijk is eris als verbindende kracht een toespeling op eros, die door Hesiodus als bindende kracht werd beschouwd.
Het wordende ontstaat door strijdende krachten, die in elkaar overgaan in een eeuwig voortdurend proces. Het is door strijd dat de werkelijkheid dynamisch is en tegendelen bestaan. De tweestrijd is daarom rechtvaardig en noodzakelijk, want alles krijgt zijn plaats en moet zijn plaats behouden. Het is daarbij de taak van de mens om te leren accepteren dat spanningen deel van het leven zijn, en dat wedijver onvermijdelijk verschillen in de samenleving bepaalt. 'Strijd is de vader van allen', stelde hij daarom, 'de vorst van allen. De een laat hij god worden, de ander mens; de een maakt hij slaaf, de ander vrij.'

### Alles stroomt

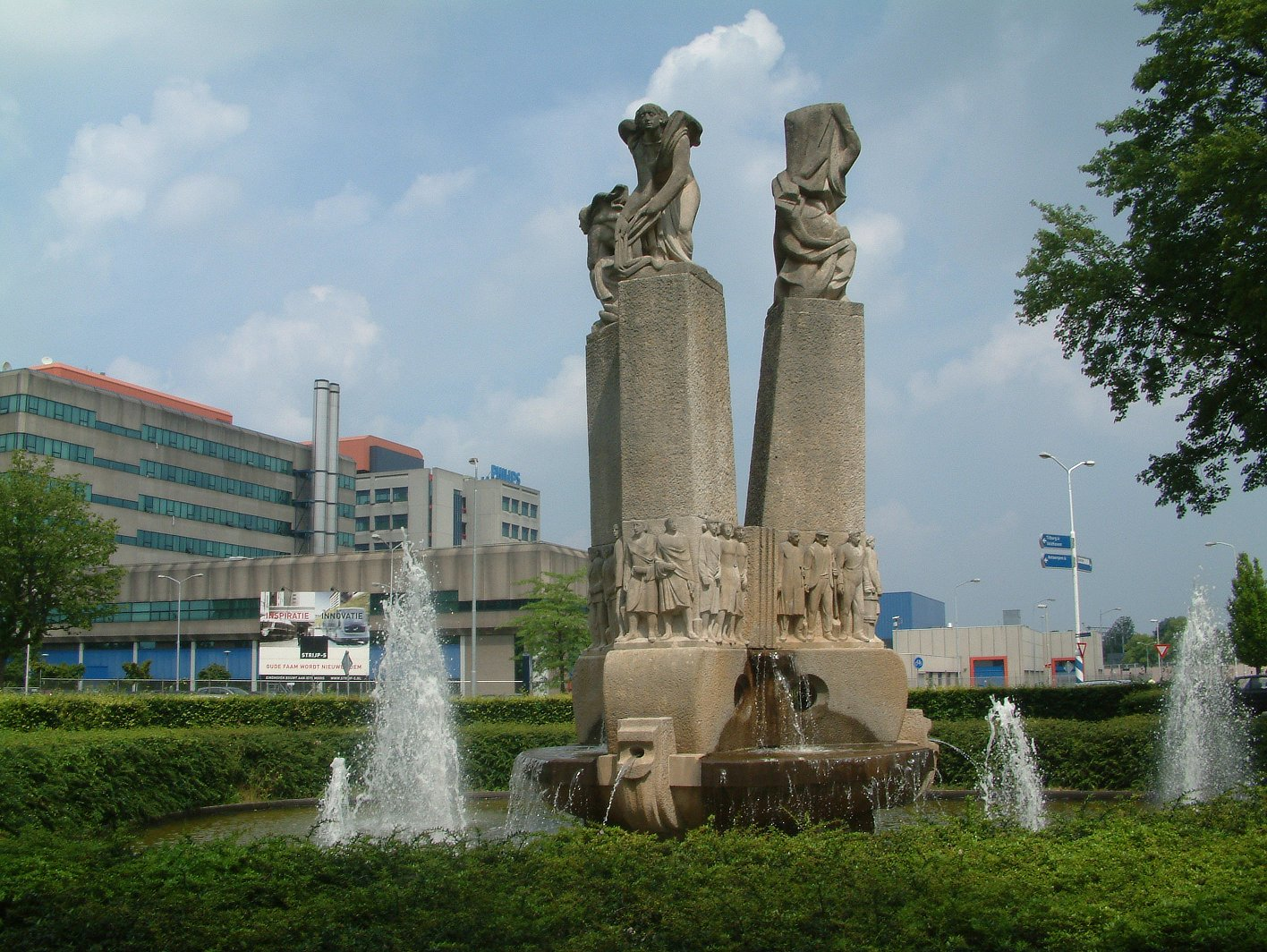
Fontein Panta rhei van Hubert van Lith in Eindhoven
met teksten van Victor van Vriesland
hoek Kastanjelaan-Essenstraat-Frederiklaan

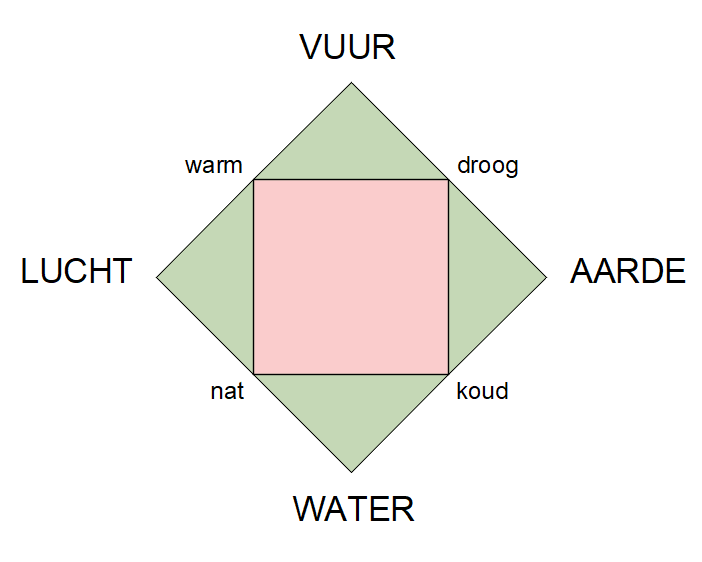
Vier elementen met vier kwaliteiten, zoals uitgewerkt door Empedocles.

De uitspraak uit het Oudgrieks: πάντα ῥεῖ wordt aan Heraclitus toegeschreven.
Het vuur als oersubstantie houdt geen monisme in, omdat vuur in een cyclisch proces van wisselingen, tropai, wordt omgezet in zee, zee deels in aarde en deels in damp, en omgekeerd. 'Koude dingen worden warm, warme koud, vochtige droog, droge vochtig.' Dit was de basis voor Empedocles' theorie van de vier elementen. Heraclitus gaat echter verder, door het cyclische proces overal te zien: 'Hetzelfde is levend en dood, wakker en slapend, jong en oud; want het eerste slaat om en is het tweede; en het tweede slaat op zijn beurt om en is het eerste'.
Zo blijft de kosmos, die eeuwig is, tegelijk stabiel en dynamisch. Daarop doelen de rivierfragmenten, zoals: 'Op wie in dezelfde rivier stapt, stroomt steeds weer ander water toe'. De rivier geeft aan dat de natuur voortdurend verandert, het stromende water, en toch stabiel, de rivierbedding is. Vorm blijft behouden ondanks onophoudelijke interne veranderingen. Wel bestaan fluctuaties: in de zomer, wanneer het warm en droog is, lijkt de zon bijvoorbeeld sterker dan in de winter, die nat en koud is. Heraclitus stelde tegenover de stelling van Eleaten als Parmenides dat de wereld statisch is, dus dat alles in beweging en 'wordende' is. Die gedachte heet mobilisme of procesfilosofie

### Eenheid der tegendelen
Heraclitus' mobilisme hangt samen met relativisme. In beginsel komt 'uit alles één en uit één alles'. De eenheid is universeel, maar ook verborgen voor de leek. Ze ontstaat doordat alle tegendelen in de natuur een ordelijkheid bewerkstelligen dankzij (twee)strijd. Zodoende krijgen de dingen hun identiteit en plaats in de natuur: de nacht is nacht dankzij de dag, en de mens is mens doordat hij verschilt van enerzijds de dieren, en anderzijds de goden. De waargenomen verschillen zijn daarbij niet absoluut en statisch, maar relatief en dynamisch. Illustratief is de uitspraak: 'Het tegenstrijdige stemt overeen, uit verschillen ontstaat de mooiste samenhang [harmonie], alles komt voort uit tweestrijd'.
Om deze leer te illustreren, gebruikte Heraclitus veel tegenstellingen en beelden, zoals: 'De boog heet wel "leven", maar hij brengt de dood', waar het gebruikte woord voor 'boog', bios, tevens 'leven' betekent. De paradox is hier dat het leven de dood meebrengt. De weg is een ander gebruikt beeld. In fragment 103 wordt tevens de cirkel gebruikt: 'Begin en einde zijn immers verbonden op de omtrek van een cirkel'. Die uitspraak zinspeelt tegelijk op de notie dat alles in beweging is (de cirkel). De logos bepaalt dat het begin vroeg of laat omslaat in het einde, en andersom.

### Psyche en sterven
Heraclitus gebruikte enkele malen het beeld van de rivier. Daarin stroomt continu nieuw water toe, maar toch blijft de rivier dezelfde. Hiermee wordt de eeuwige maar constante verandering geïllustreerd, alsook de eenheid der tegendelen. Het beeld heeft ook een psychologische betekenis. Volgens de oude Grieken was de mens geschapen uit aarde en water (leem), en volgens Heraclitus zou de ziel uit het lichaamsvocht opwasemen. De ziel waadt dan door de continue toestroom van vocht.

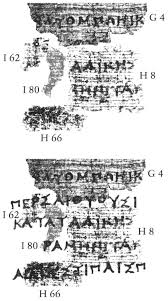
Dervenipapyrus, 5e eeuw, kolom IV, regels 10-14: fragmenten van Heraclitus. 'Perzen maken offers ... zodat (de zon) zijn afmeting overschrijdt ... volgens Dikès (Δίκη) regels ... niet kwaad ... De levensloop is als een kind dat met dobbelstenen speelt: dat kind bekleedt het koningschap'.

De presocraat beschouwde de geest of ziel (psyche) als deel van vuur en eveneens onderhevig aan de kringloop van elementaire transformatie. Een relatief droge staat betekent dat de geest rationeel is, terwijl alcohol de geest vochtig maakt. Aan het einde van het menselijke leven gaat de ziel ook over in het element water. 'Voor zielen betekent het de dood, dat water ontstaat, voor water de dood, dat aarde ontstaat; uit aarde ontstaat water, uit water ziel.' Niet alleen wordt de overgang van elementen geïllustreerd, maar ook de verbondenheid van de geest met de macrokosmos. De microkosmos spiegelt dus de macrokosmos.
De ziel is voor Heraclitus sterfelijk, en er is geen hiernamaals. Hoewel het individu weliswaar geen deel heeft aan de eeuwige kringloop, blijft alles op grote schaal uiteindelijk niettemin hetzelfde. Na zijn dood is het lichaam van de mens volgens Heraclitus nog minder waard dan mest, omdat alles wat de persoonlijkheid aangaat psychisch is. De traditionele eerbied voor de doden is dus overbodig.

### Maat en ethiek
'De zon', schreef Heraclitus, 'is op grond van zijn eigen natuur in breedte een menselijke voet, en hij gaat niet buiten zijn grenzen, want zou hij zijn grenzen overschrijden, dan zullen de Erinyen, de handlangsters van Dikè, hem wel weten te vinden'. De kracht van de zon lijkt te variëren met de seizoenen, maar heeft desondanks een minimum en maximum. Dat betekent dat door de strijd van de tegendelen (bijvoorbeeld koud-warm, winter-zomer) de natuur in beweging blijft en dat er minder vuur in de winter schijnt te zijn dan in de zomer. Die fluctuatie is op afstand bezien echter harmonieus en wetmatig. Volgens de logos moet alles dan ook binnen de perken blijven, anders wordt de balans met geweld hersteld. Dikè, godin van het recht, is hier dus een regulerend principe. De presocraat reageerde hiermee mogelijk op de stelling van Anaximander, dat de zon steeds in kracht blijft toenemen, waardoor de zee ooit verdampt en de wereld terugvalt in het apeiron, de 'onbepaalde beginstaat'.
In een parabel schreef Hesiodus dat er twee wegen bestonden, Dikè (Gerechtigheid) enerzijds, en Hybris (Misdaad) anderzijds. De tweede is aanvankelijk gemakkelijker, maar rampzalig op het eind, wanneer ook de dwaas lering trekt uit zijn straf. Hier zinspeelde Heraclitus op, en hij sprak de gedachte tegen, omdat de meeste mensen weinig inzicht tonen en anderen blindelings blijven navolgen. Dikè en rechtvaardig komen in meerdere fragmenten voor, en hebben een morele strekking. Ze verbinden natuurfilosofie met ethiek. Wat voor de hemellichamen geldt, is namelijk ook van toepassing op de mens.
'Hybris (overmoed) behoort geblust te worden nog veel meer dan een uitslaande brand', beweerde de filosoof. De gangbare Griekse opvatting was dat op overmoed straf volgde (van de goden). Heraclitus maakte echter niet duidelijk hoe en wanneer eventuele bestraffing plaats zou vinden. De ondeugd betekent het overschrijden van gestelde grenzen en wordt hier voorgesteld als een vuur dat de ziel opbrandt. Vandaar de uitspraak: 'Het is een zware opgave, tegen de wil [of opwelling] te strijden; want wat hij wil, koopt hij met ziel [psyche]'. Men dient te accepteren dat recht en onrecht twee zijden van dezelfde medaille zijn (zie ook Theodicee), moet zijn plaats in de wereld kennen, en dient 'te handelen in overeenstemming met de natuur'. Voor Heraclitus is de menselijke wet dan ook niet de belangrijkste. Indien de mens zich toelegt op het achterhalen en begrijpen van de logos (de redelijke waarheid), dan leert hij de universele wet (nomos) kennen. Dan pas kan hij zijn politieke plicht goed vervullen. Daarom kan het inzicht van één mens meer waard zijn dan dat van ontelbaar andere, en is het ook de wet om 'te gehoorzamen aan wat één man wil'.

### Kosmologie

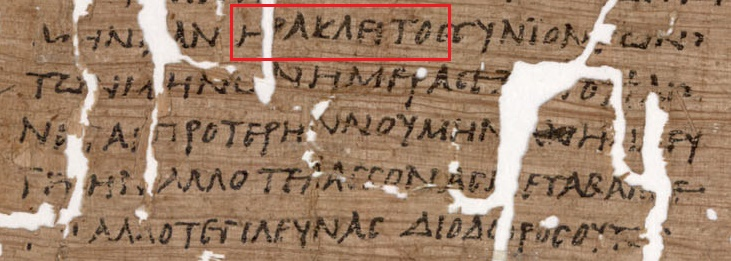
Papyrus Oxyrhynchus 3710, col. ii 43-47, fragment. 'Heraclitus (ΗΡΑΚΛΕΙΤΟΣ): als de maanden samenkomen, verschijnt de maan drie dagen na elkaar niet: de dag voor de nieuwe maan, de dag van de nieuwe maan en de dag daarna. Soms verandert ze in minder, soms in meer dagen'.

Heraclitus deed enkele kosmologische uitspraken, bijvoorbeeld over de cyclus van het vuur, en over de kosmos als ongeschapen en eeuwig. Ook beschreef hij de maancyclus, waarmee hij kosmische wetmatigheid illustreerde. Uit de overgeleverde fragmenten kan echter niet opgemaakt worden dat hij een kosmologische theorie had uitgewerkt. Desondanks maakte Diogenes Laërtius een samenvatting van kosmologische denkbeelden die hij toeschreef aan Heraclitus, op basis van Theophrastus' Phusikōn doxai. Die doxografie is verloren gegaan, maar vormt een belangrijke basis voor latere doxografieën van onder anderen Diogenes Laërtius en Aëtius. Theophrastus schreef een paar denkbeelden aan Heraclitus toe, die elders niet voorkomen.
Het heelal zou begrensd zijn, wordt geboren uit vuur en keert weer terug tot vuur volgens cycli tot in alle eeuwigheid. De drijvende kracht achter de teloorgang is oorlog of twist, terwijl de drijvende kracht achter de wedergeboorte eensgezindheid en vrede is. Vervolgens is alles te herleiden tot twee uitwasemingen. De eerste uitwaseming komt uit de aarde, is donker en voedt het vochtige. De tweede uitwaseming komt uit de zee, is helder, zuiver en voedt het vuur. In de kosmische bol zitten schotels (skaphai) met de holle kant naar de aarde gericht. Daarin verzamelt de heldere uitwaseming zich, om sterren te vormen. De maan en de zon zijn eveneens schotels waarin de uitwaseming opgevangen wordt. Eclipsen worden veroorzaakt doordat de schotels omdraaien. De verschillende soorten uitwasemingen zijn tot slot verantwoordelijk voor dag en nacht (de heldere versus de donkere uitwaseming), de maanden, seizoenen, jaren, regen, wind enzovoort.
Het is omstreden of de noties van de twee uitwasemingen, kosmische schotels en de eeuwige kosmische cyclus van geboorte en dood authentiek zijn. Sommige onderzoekers menen dat de eerste authentiek is maar de tweede niet. Andere onderzoekers concluderen het tegenovergestelde. De kosmische cyclus met periodieke ekpurōsis ('wereldbrand'), zoals de stoïcijnen later voorstelden, kan een misinterpretatie zijn. De overgeleverde fragmenten onderbouwen eventuele authenticiteit vooralsnog nauwelijks.

## Nawerking
Heraclitus' filosofie raakte na zijn dood pas echt bekend en was van invloed op diverse schrijvers en filosofen. Hij werd zowel bekritiseerd als bewonderd, en kreeg diverse volgelingen, zoals een zekere Pausanias en Cratylus. Zijn filosofische werk werd als klassieker beschouwd vanaf de vierde eeuw v.Chr., een reputatie die zou blijven in de klassieke cultuur. Tot in de keizertijd was de originele tekst beschikbaar. De uitspraken zijn echter op verschillende manieren geïnterpreteerd. Er bestaan (neo)platonische, aristotelische, stoïcijnse, sceptische en christelijke lezingen. De jambendichter Scythinus zou de tekst van Heraclitus in dichtvorm gegoten hebben. Daarnaast circuleerde een gefingeerde verzameling correspondentie tussen Heraclitus en de Perzische koning Darius I. Tevens werd in de literatuur naar de filosoof verwezen, bijvoorbeeld in parodieën en epigrammen.

Poog niet snel Heraclitus' boek uit te lezen.
Dat pad is echt moeilijk begaanbaar.
Nacht en duisternis heerst er, het licht is gedoofd.
Doch als een ingewijde uw gids is, verbleekt het het licht van de zon.
— Epigram, geciteerd door Diogenes Laërtius, Levens en leer van beroemde filosofen, boek IX, §16.

### Klassieke oudheid
Volgens Diogenes Laërtius is het boek van Heraclitus becommentarieerd. Antisthenes schreef een commentaar; de platonist Heraclides Ponticus schreef vier boeken van 'exegese' (exegéseis); Cleanthes de stoïcijn schreef vier Uitleggingen van Heraclitus; Sphaerus, leerling van zowel Zeno van Citium als Cleanthes, schreef vijf 'studies' (diatribai). Verder kende Diogenes commentaren van 'Pausanias, bijgenaamd de Heracliteeër, en Nicomedes en Dionysius', en tot slot Diodotus. Volgens hem vond Diodotus het werk 'een betrouwbaar roer om het leven naar te leiden'. Weer anderen vonden het 'een kompas voor het zedelijk leven, de kiel van het hele universum, voor alles en iedereen'. Cleanthes' Hymne aan Zeus laat duidelijk heraclitische invloed zien.

#### Presocraten
Parmenides lijkt direct tegen de notie van eeuwige verandering te reageren wanneer hij een statische en homogene wereld voorstelt. Ook Democritus lijkt op Heraclitus' gedachten te reageren, terwijl Empedocles de notie van elementaire verandering verder uitwerkt tot de elementenleer. Daarnaast was Heraclitus van invloed op orfische kringen. Een paar fragmenten zijn bijvoorbeeld aangetroffen in de orfische Derveni-papyrus, gevonden bij een graftombe. Filosofische noties komen voor in orfische theogonieën en in Over de natuur van de wereld van de legendarische orficus Linus.

#### Socratici
Plato (Cratylus, Theaetetus, Symposium) heeft Heraclitus' denken niet goed gekend. Zo versimpelde hij de doctrine dat alles stroomt tot de stelling dat het Zijn niet bestaat. Hij was geboeid door het idee dat alles in beweging is, maar meende dat bij continue verandering geen (zekere) kennis verkregen kon worden. Daarom stelde hij de tussenoplossing voor van een veranderlijke schijnwerkelijkheid, met daarachter de eeuwige waarheid van de Ideeën. Aristoteles nam het versimpelde beeld over Heraclitus van Plato over. Hij was negatief over Heraclitus' dubbelzinnigheid en stelde dat deze het logische principe van non-contradictie zou negeren omdat alles als één gold. Ook zijn volgeling Theophrastus was negatief, maar bewaarde doxografisch materiaal in zijn verloren gegane Phusikōn dóxai. Via dat werk hebben andere doxografen zoals Diogenes Laërtius uitspraken van Heraclitus en interpretaties daarvan overgenomen.

#### Stoïcijnen
De meest positieve invloed had Heraclitus op de stoïcijnen. Met Zeno, grondlegger van de stoa, en zijn volgeling Cleanthes bereikte Heraclitus' filosofische invloed een hoogtepunt in de vroege derde eeuw v.Chr. Ze namen zijn ideeën over. Zo gold voor hen het vuur als actief, goddelijk principe dat de wereld draaiende hield, maar ze verbonden daar de Logos aan, een 'universele Rede'. Die was voor hen de pantheïstische kracht die het universum bestiert en overal in aanwezig is. Door de verterende en transformerende kwaliteiten van het heraclitische vuur gingen de stoïcijnen uit van een periodieke ekpurōsis ('wereldbrand'), waarbij de kosmos verging, om vervolgens herboren te worden. Later zag keizer Marcus Aurelius, zelf stoïcijn, Heraclitus als model voor zijn zelfbespiegelingen. Door stoïcijnse invloed beschouwde de Romeinse epicurist Lucretius de filosoof zelf als stoïcijn en leverde daarom kritiek op hem.

#### Romeinse keizertijd
Na de stoïcijnen toonden sceptici en neoplatonici interesse, evenals Philo van Alexandrië en gnostici. De scepticus Aenesidemus van Knossos gebruikte Heraclitus' leer als argument tegen dogmatisme, terwijl Sextus Empiricus, eveneens een scepticus, juist kritiek had op Heraclitus' dogmatische denken. De kerkvaders Justinus Martyr, Clemens van Alexandrië, Origenes, Eusebius en Hippolytus zagen in Heraclitus een protochristen door zijn kritische en anti-traditionele houding. Ook zij zagen de Logos als goddelijke rede, die vervolgens in verband werd gebracht met het Woord van God. Belangstelling voor Heraclitus' werk duurde voort, mede door neoplatonici en met name de stoïcijnen. De laatste klassieke auteur die Heraclitus citeerde, was Stobaeus in de vijfde eeuw.
Naast zijn filosofie, vond ook Heraclitus' schrijfstijl navolging, met name in de vijfde eeuw v.Chr. Zijn invloed is onder andere te zien in de bewaard gebleven fragmenten van Democritus en in het hippocratische Regimen (1.4) en pseudo-hippocratische De victu (I, 5, 1). De Derveni-papyrus vertoont stilistische invloed van Heraclitus.

### Middeleeuwen
Gedurende de middeleeuwen is men in het Byzantijnse rijk nog wel bekend met Heraclitus. Hij blijft echter nagenoeg onbesproken in het middeleeuwse westen, wanneer Plato en Aristoteles van grote invloed op het denken zijn. In de twaalfde eeuw geeft Bernardus Silvestris een citaat. In de dertiende eeuw zijn scholastici als Albertus Magnus en Thomas van Aquino bekend met heraclitische ideeën. Dante Alighieri noemt de filosoof nog in zijn beschrijving van het voorgeborchte van de hel in de Goddelijke komedie.

### Vroegmoderne tijd

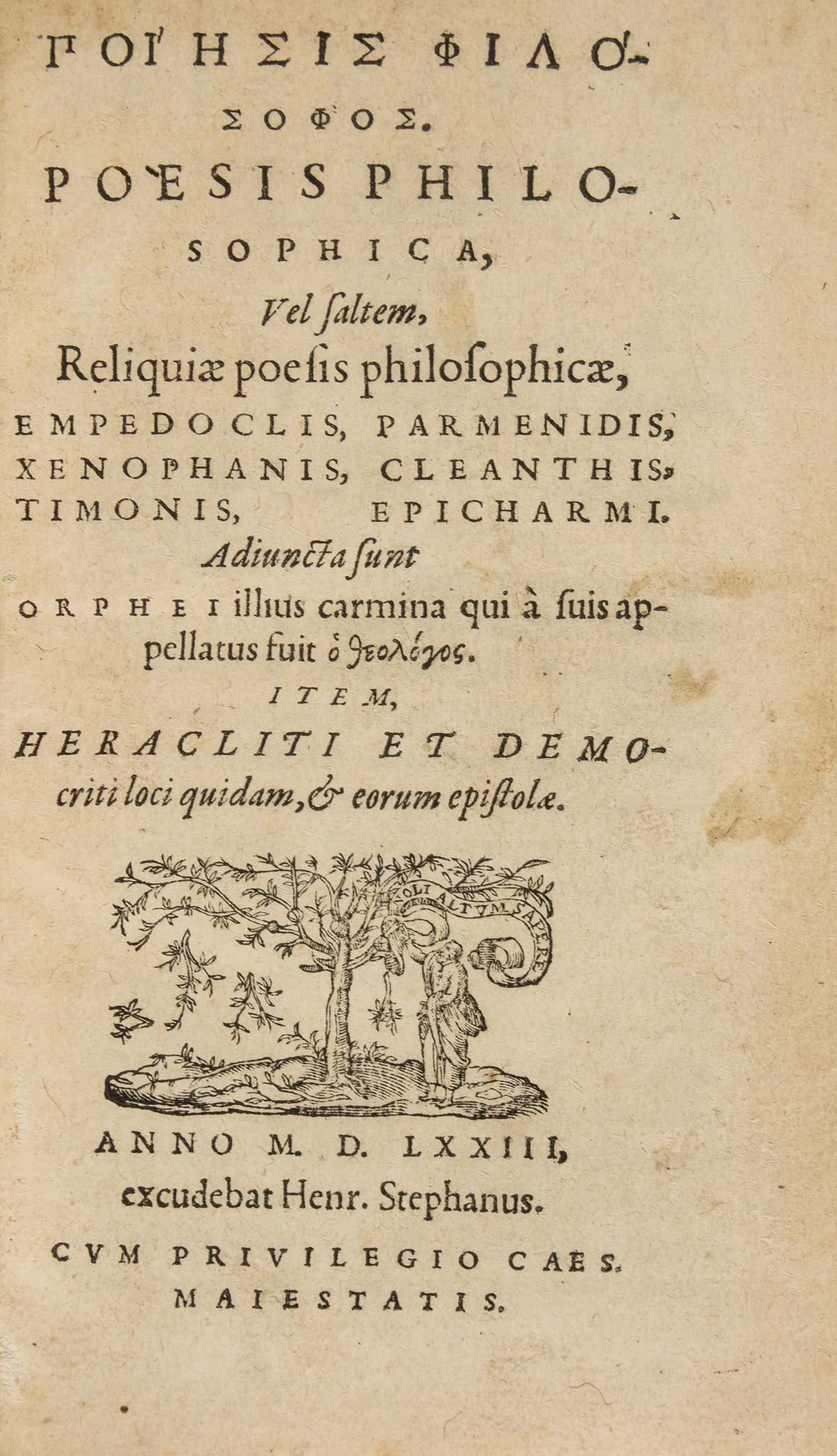
Henri Estienne, Poesis philosophica, 1573. Eerste druk met fragmenten van Heraclitus.

In de vroegmoderne tijd blijven humanisten en filosofen het beeld van de huilende en pessimistische Heraclitus gebruiken. In de Gargantua en Pantagruel (XX) spreekt François Rabelais grappend van een 'heraclitiserende' Democritus en 'democritiserende' Heraclitus. Zowel Michel de Montaigne als Robert Burton vergelijken beide filosofen in respectievelijk de Essais en de Anatomy of Melancholy. De Spanjaard Francisco de Quevedo publiceerde Heráclito cristiano ('christelijke Heraclitus'), met daarin pessimistische gedichten. Heraclitus en Democritus verschijnen als tegenpolen ook in vroegmoderne kunst. Ze worden beiden afgebeeld in de villa van de Italiaanse humanist en neoplatonist Marsilio Ficino. Donato Bramante, Pieter Paul Rubens, Jacob Jordaens, Giuseppe Maria Crespi en Hendrick Terbrugghen maakten fictieve portretten van Heraclitus, en ook is hij afgebeeld in Rafaëls De school van Athene. Als pessimist wordt de filosoof tevens vermeld in Shakespeares The Merchant of Venice, terwijl hij als symbool voor de tragedie gebruikt werd in de nieuwe schouwburg te Amsterdam.
Met het herontdekken van klassieke bronnen zoals Plato en het Corpus Hermeticum, ontstaat de notie van prisca theologia, dat duidde op de oorspronkelijke eenheid van alle (oude) religieuze en filosofische stelsels. Soms werd Heraclitus vermeld in de lijst van individuen die hieraan deel hadden. Giordano Bruno beriep zich op de atomisten en andere presocratici, zoals Heraclitus, voor zijn gedachte dat alles altijd komt en gaat in een weids universum vol verandering zonder begin en eind. Met de Poesis philosophica in 1573 publiceerde Henri Estienne voor het eerst een bloemlezing van presocratici. Hierin staan veertig fragmenten van Heraclitus. Daarvoor kende men hem met name via Diogenes Laërtius, wiens Levens en leer van beroemde filosofen voor het eerst werd gedrukt in Bazel, 1533.

### Moderne tijd

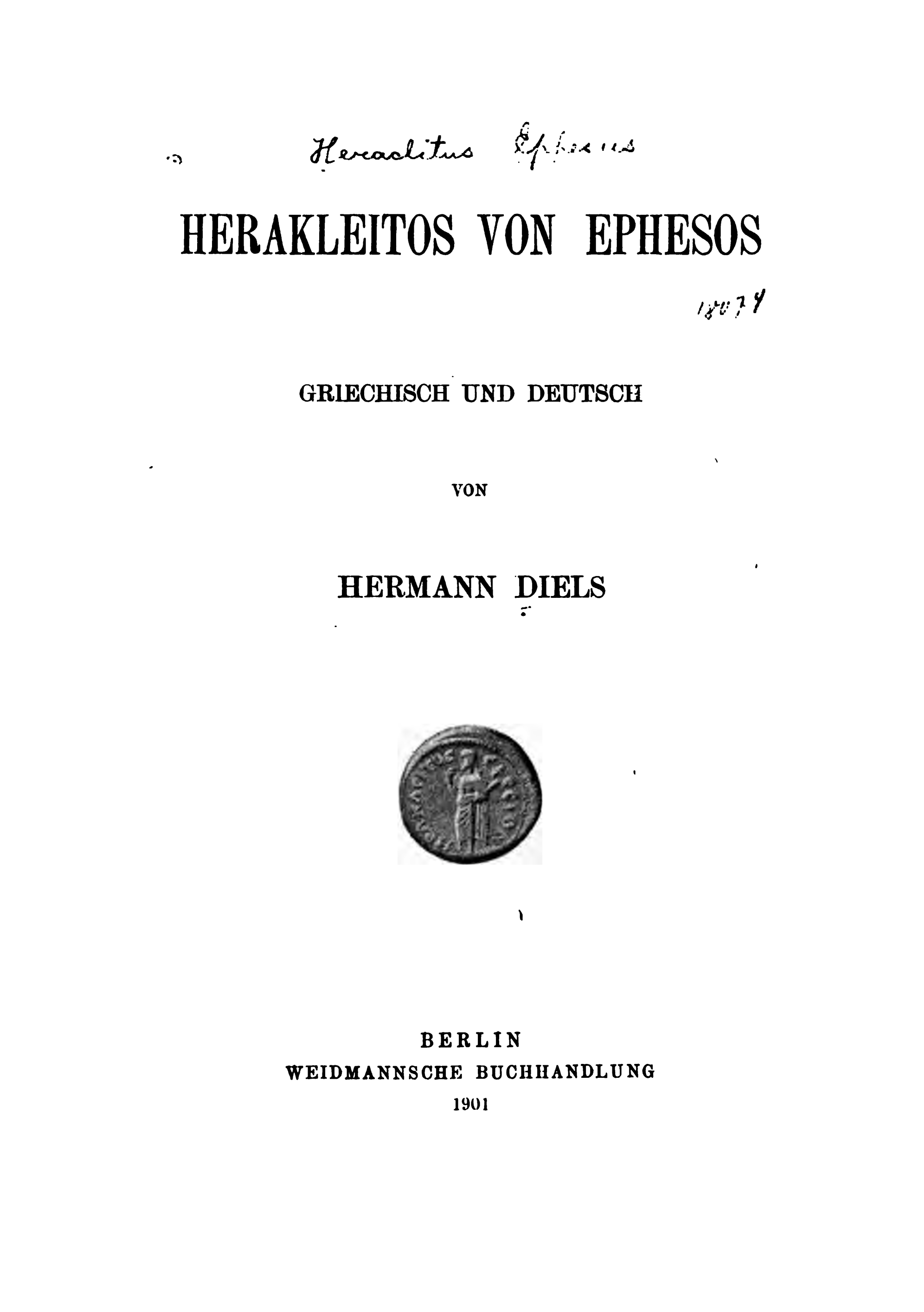
De eerste uitgave van Diels' heraclitische fragmenten.

Romantici zoals Friedrich Hölderlin en Goethe lieten zich inspireren door Heraclitus' filosofie. Hölderlin verwees naar Heraclitus' notie van complementaire tegenstellingen in zijn Hyperion. Goethe schreef twee heraclitische gedichten. Hij leerde net als Friedrich Nietzsche de fragmenten kennen via de eerste integrale vertaling van de theoloog Friedrich Schleiermacher, Herakleitos der dunkle uit 1807. Die bevatte 73 fragmenten. Nietzsche nam op zijn beurt de aforistische en apodictische schrijfstijl van Heraclitus over, en zijn Zarathustra-figuur is een combinatie van de presocraat en hemzelf. Heraclitus' logica van alomvattende opposities die dynamisch en niet statisch waren, was van invloed op de dialectiek bij eerst Georg Wilhelm Friedrich Hegel, en daarna Ferdinand Lassalle, Friedrich Engels, Karl Marx, Vladimir Lenin, en Søren Kierkegaard. Zij waren bekend met Heraclitus' werk en citeerden hem ook. Voorts ontleende Carl Gustav Jung aan de denker het concept enantiodromia, 'tegenovergestelde loop': een overvloed van de ene werkzame kracht in de psyche produceert onvermijdelijk haar tegendeel. In de twintigste eeuw was Heraclitus' denken enerzijds van invloed op filosofen als Simone Weil, Martin Heidegger en Karl Popper, en anderzijds op auteurs als T.S. Eliot, Jorge Luis Borges, Hans Faverey, Hugo Claus en Harry Mulisch.
In 1903 publiceerde de Duitse classicus Hermann Diels Heraclitus' fragmenten samen met die van andere presocratische filosofen onder de titel Die Fragmente der Vorsokratiker. De publicatie was van belang voor het onderzoek, en vormt de basis voor diverse latere uitgaven van Heraclitus' fragmenten, zoals de Nederlandse vertalingen van Jaap Mansfeld (1979, heruitgegeven in 2006) en Paul Claes (2013).

## Nederlandse vertalingen
- De Boer, J. (ed.). Heraclitus. Baarn: Hollandia, 1909. Opgenomen in: De Boer, Julius. Groote denkers. Baarn : Hollandia, [1910?].
- Herakleitos. Fragmenten. Vert. E. Hoek. [S.l.] : A.A.B., 1944. Tweetalige uitgave.
- Heraclitus van Efese. Panta rhei. Vert. L. Vancrevel. Amsterdam: PTL, 1969.
- Heraclitus. Spreuken. Vert. C. Verhoeven. Baarn: Ambo, 1993. Tweetalige uitgave.
- Mansfeld, J. (ed.). Aldus sprak Heraclitus. De fragmenten. Groningen: Historische Uitgeverij, 2006 (derde druk). Eerste druk: 1979; tweede druk: 1987.
- Claes, P. (ed.). Honderd fragmenten van Herakleitos. Gent: Druksel, 2009.
- Herakleitos. Alles stroomt. Vert. Paul Claes. Amsterdam: Athenaeum – Polak & Van Gennep, 2014. Tweetalige uitgave.